# Министерство по чрезвычайным ситуациям Азербайджана

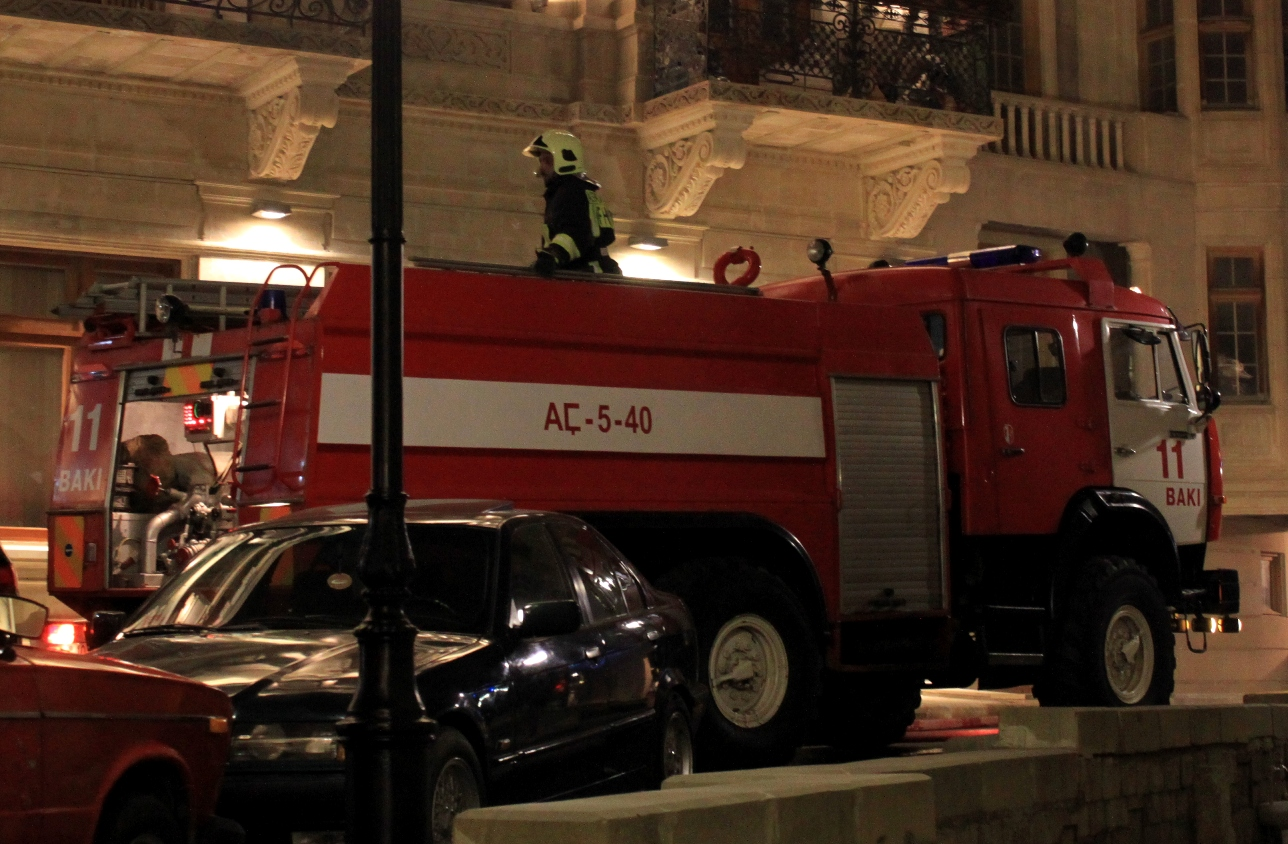
Пожарная машина МЧС Азербайджана

Министе́рство по чрезвыча́йным ситуа́циям Азербайджа́на (азерб. Azərbaycan Respublikası Fövqəladə Hallar Nazirliyi) — центральный исполнительный орган, ответственный за защиту населения от природных и техногенных катастроф.

## Общие сведения
Министерство создано 16 декабря 2005 года.
До создания министерства действовал государственный комитет по контролю за безопасным осуществлением промышленных работ и горнорудному контролю и комитет по материальным резервам при правительстве Азербайджана. 16 декабря 2005 года два комитета были упразднены, их имущество, функции и подотчётные организации были переданы в состав созданного министерства.
В подчинение министерства были также переданы управление гражданской защиты Министерства обороны, управление по защите от пожаров при МВД, государственная службы спасения на водах, специальный комбинат «Изотоп» департамента ЖКХ исполнительной власти г. Баку.

## Структура
В министерство входят:
- Государственная служба пожарной охраны
- Государственная служба пожарного контроля
- Войска гражданской обороны
- Государственное агентство материальных запасов
- Государственное агентство по контролю над безопасностью строительных работ
- Агентство безопасного проведения работ в промышленности и горного контроля
- Государственная инспекция по маломерным судам
- Государственная служба спасения на водах
- Военизированная спецслужба охраны
- Аварийно-спасательная служба Каспийского бассейна
- Центр управления кризисными ситуациями
- Государственное агентство по регулированию ядерной и радиологической деятельности
- Служба скорого спасения
- Служба спасения особого риска

Служба противопожарной защиты ответственна за тушение пожаров на территории страны и выполнение срочных спасательных работ. Служба противопожарной безопасности контролирует соблюдение норм и правил пожарной безопасности во время всех этапов строительства и эксплуатации, а также пожарным страхованием имущества предпринимателей.
Агентство материальных резервов участвует в законотворчестве, создавая юридическую базу на случай чрезвычайных ситуаций, а также управляет отправкой гуманитарных средств.
Агентство по контролю за безопасностью строительства подготавливает государственную политику в отношении требований безопасности на всех этапах строительной деятельности. Агентство по водным ресурсам защищает основные водохранилища Азербайджана, контролирует их техническое состояние и наблюдает за запасами поверхностных и подземных вод.
В состав Министерства также входят:
- специальный комбинат «Изотоп»
- оперативно-следственное управление
- научно-производственное объединение
- центральная лаборатория
- Управление капитального строительства
- авиационный отряд
- учебно-тренировочный центр
- спортивно-оздоровительный клуб
- медицинская служба
- региональные центры министерства
- Академия МЧС Азербайджана

В состав Министерства входят 9 региональных центров.

## Функции
Министерство ответственно за следующие области:
Гражданская оборона:
- защита населения от природных (геофизических, геологических, метеорологических, гидрологических, морских гидрологических аварий, природных пожаров и т. д.) и антропогенных (поджогов, взрывов, обрушения зданий и сооружений, химических, биологических и радиологических опасностей, аварий, пробои в гидродинамических установках, нефтегазодобывающие комплексы, магистральные трубопроводы, транспортные и дорожно-транспортные происшествия и т. д.)

Стихийные бедствия:
- предупреждение чрезвычайных ситуаций и устранение их последствий;
- пожарная безопасность;
- безопасность людей на водоёмах;
- безопасность плавания маломерных судов;
- техническая безопасность в промышленности и горно-шахтных работах;
- безопасность в строительстве;
- разработка государственной политики и положений о фондах государственных материальных резервов;
- управление, координация и надзор в указанных областях;
- защита стратегических объектов в случае возникновения чрезвычайных ситуаций[1].

## Деятельность
Спасательная служба особого риска Министерства совместно с ANAMA осуществляет разминирование территорий, освобождённых в ходе 44-дневной войны.
В рамках подготовки к 29-й конференции ООН по изменению климата, которая пройдёт в Баку с 11 по 22 ноября 2024 года, в январе 2024 года министерством создан штаб по подготовке к конференции. Проводятся осмотры и мониторинги по пожарной, технической, строительной и радиационной безопасности на объектах конференции.

## Материально-техническая база
В распоряжении Министерства находятся пожарные автомобили марки «КАМАЗ», пожарные машины специального назначения марки Iveco, роботы-миноочистители GCS (Global Clearance Solutions)-200, автомобили марки «Урал», аварийно-спасательные машины, мобильные штабные автобусы, автомобили специального назначения, системы обнаружения и обезвреживания мин и боеприпасов, катера, спасательные лодки, поисковые суда для спасательных операций в море, самолет-амфибия «Бе-200 ЧС», вертолеты, выездные лаборатории для осуществления надзора за ведением строительства, мобильные госпитали.

## Министры
- Кямаледдин Гейдаров (с 6 февраля 2006)[5]

## Международные отношения
Министерство сотрудничает с ООН, НАТО, СНГ, ГУАМ, ОЗХО, МАГАТЭ, ОЧЭС. В целях повышения квалификации в области чрезвычайных ситуаций сотрудники МЧС проходят обучение в России, на Украине, в Белоруссии и Германии. Министерство сотрудничает с Россией, США, Иорданией, Турцией, Украиной, Белоруссией, Францией, Германией.
С 24 по 27 сентября 2007 года МЧС совместно с Международной академией наук провели в Баку международный семинар на тему «Естественные катаклизмы и глобальные проблемы современной цивилизации».

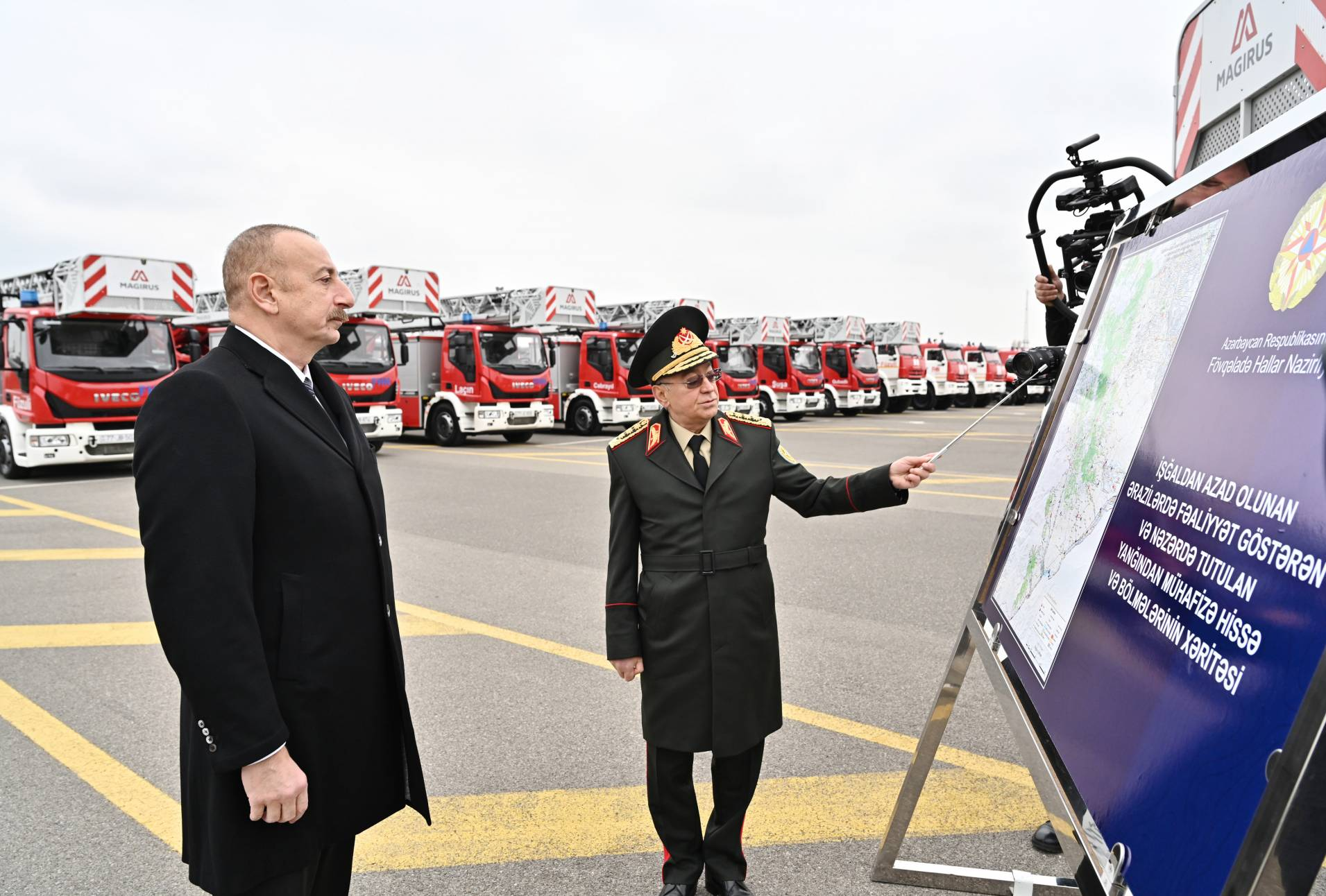
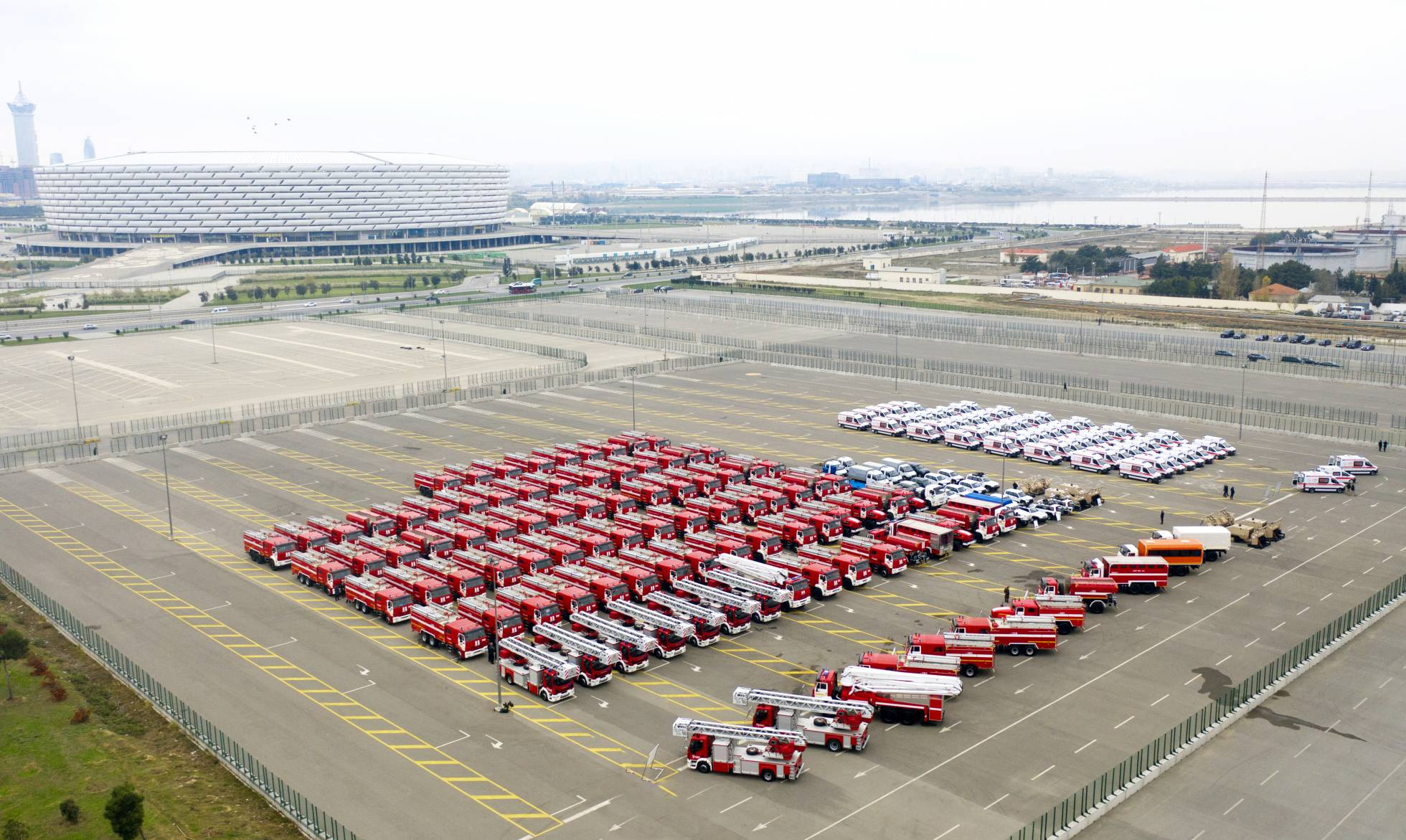
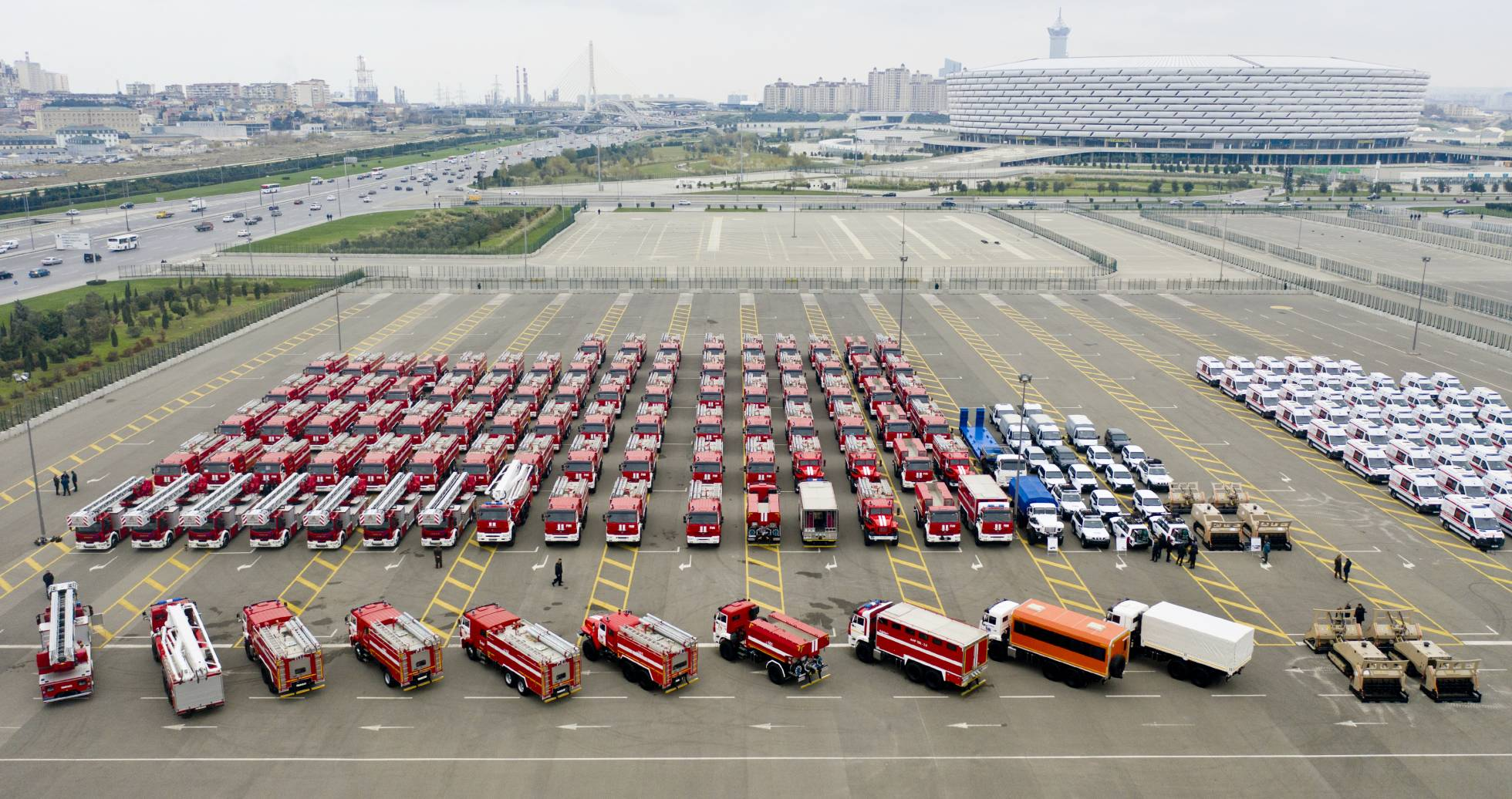
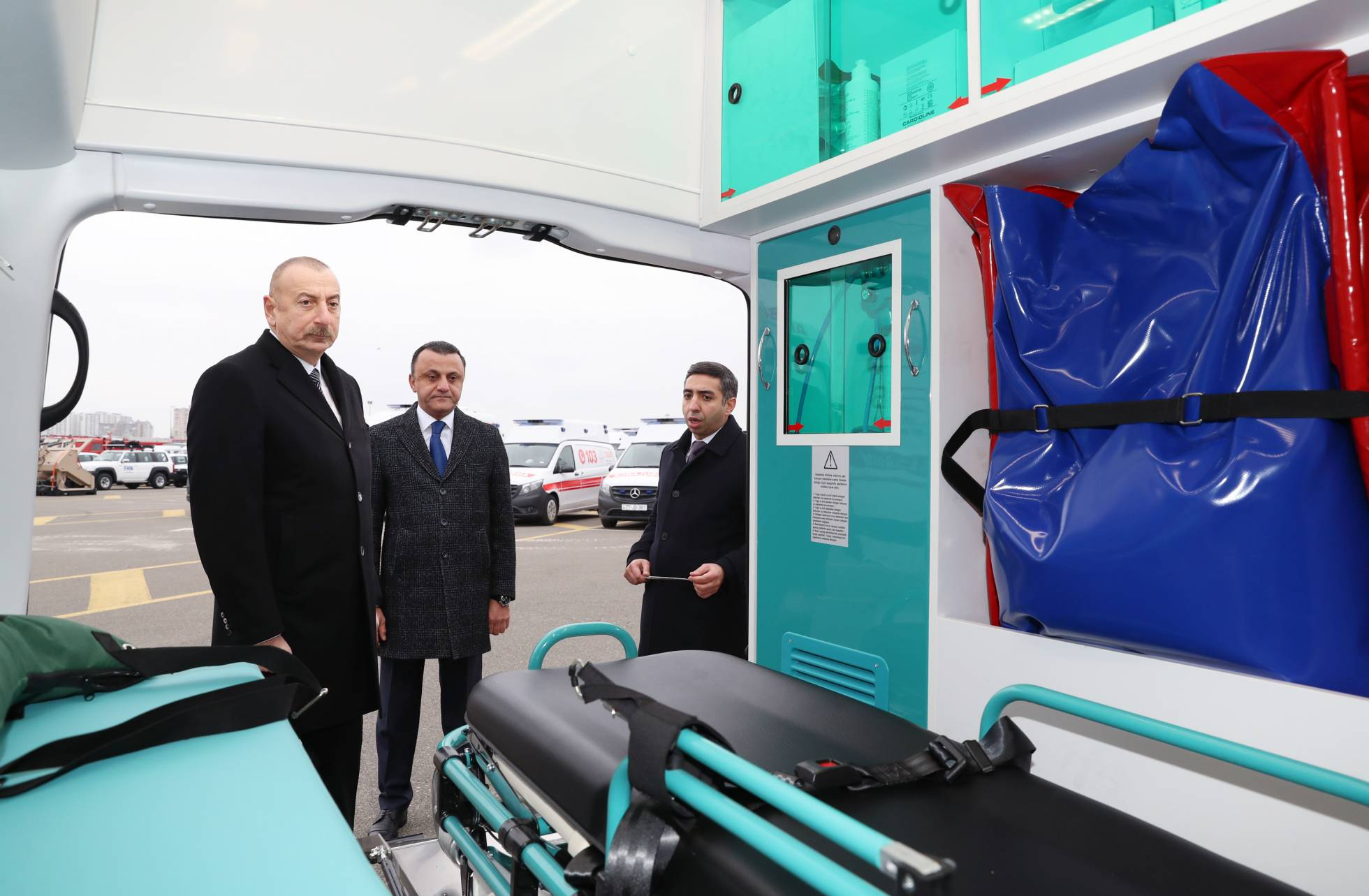